# 孔琦
孔琦（1466年—？），字景韓，陝西西安府長安縣人，民籍，明朝政治人物。官至刑部員外郎。

## 生平
陝西鄉試第三十六名舉人。弘治六年（1493年）中式癸丑科會試第八名，二甲第五十名進士。授刑部主事，九月参加审理滿倉兒一案，因判案不公，被赎杖还职，後升员外郎，历官清谨，身故之后妻子不能自存。延绥副总兵曹雄上请优恤，以厉臣节，十八年三月命西安府岁给食米赡其家，

## 家族
曾祖孔壽；祖父孔振；父孔鎰，母許氏。慈侍下。